# Народное Степное
Народное Степное, Народно-Степное — деревня в Черлакском районе Омской области России. Входит в состав Татарского сельского поселения. Население 182 чел. (2010) .

## География
Народное Степное находится на юге-востоке региона, в пределах Курумбельской степи, являющейся частью Чебаклы-Суминской впадины, примерно в 7 км от государственной границы с Казахстаном.

## История
В 1,3 км юго-юго-западнее деревни находится курганная группа «Народный-2» — материальное наследие древних поселенцев этих мест.
В соответствии с Законом Омской области от 30 июля 2004 года № 548-ОЗ «О границах и статусе муниципальных образований Омской области» деревня вошла в состав образованного муниципального образования «Татарское сельское поселение».

## Население
| 2010 |
| ---- |
| 182  |

Гендерный состав
По данным Всероссийской переписи населения 2010 года в гендерной структуре населения из 182 человек мужчин — 89, женщин — 93	(48,9 и 51,1 % соответственно)
Национальный состав
Согласно результатам переписи 2002 года, в национальной структуре населения русские составляли 79 % от общей численности населения в 277 чел..

## Инфраструктура
Развитое сельское хозяйство. Личное подсобное хозяйство.

## Транспорт
Просёлочные дороги. Выезд к федеральной автотрассе А-320. Дорога к ближайшей железнодорожной станции — Черлак в нп. Черлак идёт примерно 3 км к югу.